# 시흥군
시흥군(始興郡)은 1895년부터 1988년까지 존재했던 경기도의 행정 구역이다. 원래의 시흥군은 현재의 서울특별시 금천구 시흥동에 군청을 두고, 서울특별시 금천구를 중심으로 영등포구(양화동 제외) · 관악구(남현동 제외) · 동작구 일부(신대방동, 상도동) · 구로구 동부(안양천 동쪽)와 경기도 광명시(옥길동 제외) · 안양시 일부(석수동, 박달동)를 관할구역으로 하였다.
1914년 4월 1일, 일제의 행정구역 통합으로 과천군(현 과천시·안양시·군포시 및 서울 동작구·서초구)과 안산군(현 안산시 본토와 시흥시 남부)이 시흥군으로 통합되었다. 한편, 지금의 시흥시 북부 지역을 이루는 인천부 신현면·전반면·황등천면은 부천군으로 통합되어 부천군 소래면이 되었다.
이후 수많은 행정구역이 분리되어 독립해나갔으며, 마지막으로 남은 시흥군은 1989년 1월 1일 시흥시, 군포시, 의왕시 등 3개시로 분리·승격하면서 폐지되었다. 현재의 시흥시 지역은 구한말까지 원래 안산군과 인천부(일제강점기 이후 부천군)에 속했던 지역으로 결과적으로 시흥이라는 명칭만 이어질 뿐 대한제국 시기까지의 시흥군 지역과는 다른 곳이 되었다.

## 유래
시흥의 첫이름은 잉벌노(仍伐奴)이고 나중에 곡양(穀壤)이 되었는데, 이 둘은 사실상 같은 표기이다. 잉벌(仍伐)과 곡(穀)은 고대에는 다 같이 "늠"으로 읽히고, 노(奴)와 양(壤)은 고대에는 "나"나 "내"로 읽혔기 때문에 순우리말로는 "늠내"가 된다. 이 늠내는 "뻗어나가는 땅"이라는 의미도 있어서 현재의 "시흥"이라는 이름과도 상통한다.

## 역사
| Daedongyeojido (Gyujanggak) 13-05.jpg | Daedongyeojido (Gyujanggak) 13-04.jpg |
|                                       |                                       |

- 고구려 시대 : 잉벌노현(仍伐奴縣)이었다. 현재의 서울특별시 영등포구 여의도도 이곳에 속해 있었다고 한다.
- 757년(신라 경덕왕 16년) : 행정제도 개편으로 곡양현(穀壤縣)으로 개칭된 후 율진군(栗津郡)의 영현이 되었다.
- 1018년(고려 현종 9년) : 수주(지금의 인천광역시 부평구 · 계양구 · 서구, 경기도 부천시 및 서울특별시 구로구의 안양천 서쪽 지역)의 속현이 되었고, 고려 시대에 금천(衿川)으로 바뀌었다.[2]
- 1414년(조선 태종 14년) : 양천현과 통합해 금양현(衿陽縣)이라 하였다가, 1년 만에 재분할하였다.
- 1795년 : 시흥현(始興縣)으로 개칭되었고, 담당 관리는 현령에서 현감으로 승격되었다.
- 1895년 : 23부제로 행정구역이 재편되면서 현(縣) 제도가 폐지되어 군(郡)으로 승격되었고, 인천부 관할 시흥군이 되었다가 1년 만에 13도제가 실시되어 경기도 시흥군이 되었다.
- 1911년 지금의 서울 금천구 시흥동에 있던 군청이 영등포로 이전되었다.
- 1911년 4월 17일 : 시흥군 관내 동리가 통폐합되어 지금의 양평동, 당산동, 신길동, 구로동, 독산동, 시흥동, 철산동, 하안동 등의 지명이 형성되었다.[3]
- 1914년 4월 1일 일제에 의한 행정폐합으로 종전의 시흥군과 인근의 과천군, 안산군(현 시흥시 남부 포함. 월곶면·북방면·성곶면은 수원군에 편입)이 통합하여 시흥군으로 개편되었다.[4]
- 1936년 4월 1일 : 영등포면 일원과 북면 일부가 경성부에 편입되었다. 경성부에 편입되지 않은 북부 잔여지역은 동면에 흡수되었다.
- 1949년 8월 15일 : 동면 도림리, 구로리, 번대방리(1936년 경성부 확장 당시 경성부에 편입되지 못한 구 북면 잔여지역)가 서울특별시 영등포구에 편입되었고, 안양면이 안양읍으로 승격되었다.
- 1963년 1월 1일 : 동면, 신동면이 서울특별시 영등포구에 편입되어 관악출장소와 신동출장소가 설치되었다.[5] 그리고 화성군 일왕면을 편입하여 의왕면으로 변경하였다.
- 1973년 7월 1일 : 안양읍이 안양시로 승격하였고, 부천군 소래면(현 시흥시 북부)이 시흥군으로 편입되었다.[6](7면) 한편, 서울특별시 영등포구 개봉동과 경기도 시흥군 서면 광명리 간 경계조정이 이루어졌다.[7]
- 1979년 5월 1일 : 서면, 남면이 소하읍, 군포읍으로 각각 승격되었다.
- 1980년 12월 1일 : 소래면, 의왕면이 소래읍, 의왕읍으로 각각 승격되었다. 군청사 소재지를 안양시 안양동 477(안양시 만안구 안양6동 만안여성회관.만안구청.만안구보건소)에서 소래읍으로 이전되었다
- 1981년 7월 1일 : 소하읍(광명출장소 관할구역 포함)이 광명시로 승격하였다.[8](3읍 3면) 이로써 시흥군은 부면군 통폐합 이전의 원 시흥군 영역을 상실하게 되었다.
- 1983년 2월 15일 : 화성군 반월면 월암리와 초평리가 시흥군 의왕읍으로 편입되었고, 시흥군 소래읍 옥길2리·4리와 계수리 일부가 부천시로, 옥길1리·3리가 광명시로 편입되었다.[9]
- 1986년 1월 1일 : 과천면이 과천시로 승격하였고, 군자면과 수암면의 일부가 화성군 반월면의 일부와 합쳐져 안산시가 신설되었다.[10](3읍 2면) 이로써 1914년에 폐지된 옛 과천군과 옛 안산군이 사실상 부활되었다.
- 1989년 1월 1일 : 의왕읍 및 군포읍이 각각 의왕시와 군포시로 승격하였고, 시흥군의 나머지 지역(소래읍·수암면·군자면)을 관할로 시흥시가 설치되어 시흥군이 폐지되었다.[11]
- 1995년 3월 1일 : 옛 시흥군(1911년 이전)의 읍치에 서울특별시 금천구가 설치되었다.[12]

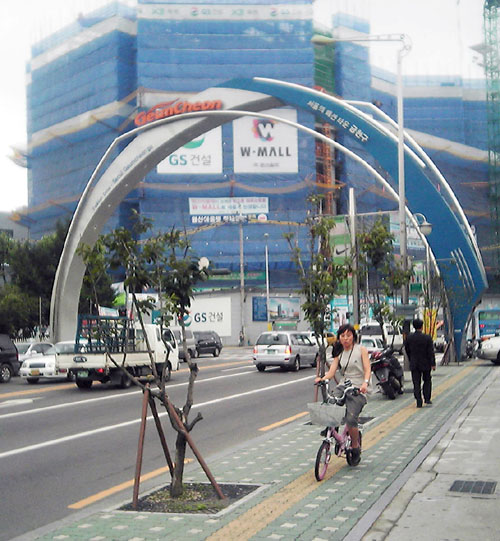
잉벌노 문: 시흥군의 고구려 때 이름 "잉벌노"에서 따온 명칭이다. 서울 금천구 소재.

오늘날의 영등포구, 구로구 동부, 관악구, 동작구 일부, 금천구, 광명시 및 안양시 일부 지역은 고구려 때 잉벌노현(仍伐奴縣)이었던 것을 신라 경덕왕 때 곡양(穀壤)으로 고쳐서 율진군(栗津郡) 속현이 되었다. 고려 초에 금천(衿川, '衿'을 '黔'이라고 쓴 기록도 있다)으로 고쳤고, 성종이 단련사(團練使)를 설치하였는데 목종이 폐지하였다. 현종 9년(1017년)에 수주(樹州)에 예속되었고, 명종이 비로소 감무를 설치하였다. 조선 시대에는 태종 14년(1414년)에 과천(오늘날의 동작구, 서초구, 안양시, 과천시, 군포시 지역)과 병합하여 금과현(衿果縣)을 만들었다가 두어 달 만에 혁파하고, 또 양천(오늘날의 강서구, 양천구 지역)과 병합하여 금양현(衿陽縣)으로 만들었는데 한 해 만에 혁파하였다. 태종 16년(1416년)에 금천현(衿川縣)으로 고쳐서 현감을 두었고, 세조 때에 과천과 병합했다가 얼마 못 가서 복구하였다. 이후에는 금천(衿川)이라고 하였는데, 금천현은 현내면, 동면, 서면, 남면, 상북면, 하북면으로 이루어져 있었고, 동면에 상도리, 봉천리, 신림리, 난곡리, 문교리 등이, 상북면에 당산리, 양평리, 선유봉리, 하북면에 방학호리, 고사리 등이 속해 있었다. 참고로 현내면은 지금의 금천구, 상북면과 하북면은 지금의 영등포구, 동면은 지금의 관악구와 동작구 일부, 남면은 지금의 광명시 서부, 서면은 지금의 광명시 동부에 해당한다. 1795년(정조 19)에 금천현이 시흥현(始興縣)으로 개칭되었다. 1895년(고종 32년) 윤 5월 1일, 23부제의 실시로 시흥현이 시흥군으로 개편되어 인천부에 속하였고, 이듬해 13도제의 실시로 도(道)가 부활해 다시 경기도에 속하게 되었다.
한편, 오늘날의 시흥시 남부 지역은 현재의 안산시 지역과 마찬가지로 삼국시대에는 처음 장항구현(獐項口縣)현으로 명명되었다가 통일신라 시기인 757년에 장구군(獐口郡)으로 개칭되었고, 940년에 안산군(安山郡)이 되었다. 지금의 시흥시 북부 지역은 현재의 인천광역시 남부 지역('원인천')과 마찬가지로 삼국시대에는 처음 미추홀(彌鄒忽)로 명명되었다가 매소홀현(買召忽縣)이 되었고 통일신라 시기인 757년에 소성현(邵城縣)으로 개칭된 후 율진군(栗津郡; 지금의 과천시)의 영현(領縣)이 되었다가 1018년에 수주(樹州; 지금의 부평구)의 속현이 되었다. 1105년 숙종의 어머니인 인예왕후 이 씨의 내향(內鄕)이라 하여 경원부(慶源府)로 승격되어 수주(樹州)에서 분리되었다. 고려 인종때에 인종 왕해의 어머니인 순덕왕후 이 씨의 내향이라 하여 인주(仁州)가 되었다가 경원부와 인주군으로 차례대로 이름이 변경되었다. 1413년 행정구역 개편으로 인주군이 인천군(仁川郡)으로 개명되었고, 1460년에 인천군이 인천도호부(仁川都護府)로 승격하였다.
현재 서울특별시 금천구 일대는 1963년까지 경기도 시흥군 동면에 속했던 지역으로, 조선시대에는 관아가 위치해 금천현의 중심지였고, 1910년까지 시흥군청이 위치했다. 1911년, 영등포로 군청이 옮겨지면서 영등포가 시흥군의 중심지가 되었다. 시흥군의 중심지 기능을 잃은 시흥리 지역은 1963년에 서울특별시에 편입되었으며, 과거 이 곳이 시흥군의 중심지였다는 사실은 시흥동이라는 지명에 남아 있다. 반면, 현재 시흥시의 행정구역명은 서울특별시 금천구 지역에서 따온 '시흥'이라는 지명에서 유래했지만 원래의 시흥(현재의 영등포, 구로, 관악, 금천, 광명)과는 행정구역 및 생활권이 다른 지역이다.
1936년, 영등포읍이 경성부에 편입되면서 안양이 시흥군의 중심지가 되었고, 1947년에는 안양으로 군청사를 이전하였다. 1973년 7월 1일 안양읍이 안양시로 승격,분리하였고, 부천군이 폐지되면서 부천군 소래면이 시흥군으로 편입되었다.
1970년대부터 1980대까지 시흥군 지역은 서울, 인천, 부천, 수원 등 인근 도시와 연결되는 도로망이 발달한 전형적 전원형 도시로 발전하면서 거듭 행정구역이 개편되었는데, 급격한 산업화와 서울의 팽창으로 인한 인구 유입으로 안양시를 시작으로 광명시(1981년), 안산시(1986년), 과천시(1986년)가 시로 승격해 분리되었다. 1980년 소래면이 읍으로 승격되어, 시흥군은 안양시와 연계되어 발전한 동부(군포읍·의왕읍), 수인산업도로 등으로 도로교통이 발달한 서북부(소래읍), 반월공단 등 계획도시로 건설된 서남부(현 안산시)가 각각 독자적인 도시로 성장하였다.
1986년에 안산시가 설치된 이후, 시흥군을 폐지하고 시로 승격시키는 방안으로는 의왕읍의 일부(내손·포일·청계·학의리)를 안양시에, 수암면의 일부(수암·장상·장하·화정리)와 군자면의 일부(정왕·죽율·군자·거모리)를 안산시에 편입시키는 것을 전제로 군포읍과 의왕읍을 합쳐 시흥시를, 소래읍에 수암면과 군자면을 합쳐 소래시를 설치하는 2개(시흥·소래)시 분리안과 군포읍, 의왕읍을 각각 군포시, 의왕시로 승격시키고 나머지 지역(소래읍·수암면·군자면)을 시흥시로 승격시키는 3개(시흥·군포·의왕)시 분리안이 논의되었는데, 행정관료들이 선호한 3개시 분리·승격안이 채택되었다.
1989년 1월 1일에 시흥군이 폐지되고, 시흥시(소래읍·군자면·수암면 일원), 군포시(군포읍 일원) 및 의왕시(의왕읍 일원)가 설치되었다. 현재의 시흥시 북부(옛 소래읍)는 1973년 7월 1일에 부천군이 폐지되면서 시흥군에 편입되었고 남부(옛 군자면·수암면)는 안산시와 밀착해 성장했기 때문에 시 승격 당시에 두 지역은 교통과 생활권이 사실상 분리되어 있었고, 그러한 영향은 현재까지도 남아 있다.

## 연혁
| 1914년          | 1914년                                                                              | 현재          | 현재                                                                           |
| 면              | 리                                                                                  | 시·구         | 동                                                                             |
| --------------- | ----------------------------------------------------------------------------------- | ------------- | ------------------------------------------------------------------------------ |
| 북면 (北面)     | 당산리, 양평리, 신길리, 영등포리, 도림리 일부                                       | 서울 영등포구 | 당산동, 양평동, 신길동, 영등포동, 도림동, 대림동, 문래동                       |
| 북면 (北面)     | 구로리, 도림리 일부                                                                 | 서울 구로구   | 구로동, 신도림동                                                               |
| 북면 (北面)     | 노량진리, 본동리, 흑석리, 동작리, 번대방리 일부                                     | 서울 동작구   | 노량진동, 본동, 흑석동, 동작동, 대방동, 신대방동                               |
| 신동면 (新東面) | 사당리 일부                                                                         | 서울 동작구   | 사당동                                                                         |
| 신동면 (新東面) | 잠실리, 반포리, 방배리, 양재리, 신원리, 우면리, 서초리                              | 서울 서초구   | 잠원동, 반포동, 방배동, 양재동, 원지동, 우면동, 서초동                         |
| 신동면 (新東面) | 사당리 일부                                                                         | 서울 관악구   | 남현동                                                                         |
| 동면 (東面)     | 신림리, 봉천리                                                                      | 서울 관악구   | 신림동, 봉천동                                                                 |
| 동면 (東面)     | 상도리 일부                                                                         | 서울 동작구   | 상도1동, 상도동                                                                |
| 동면 (東面)     | 독산리, 시흥리, 가리봉리 일부                                                       | 서울 금천구   | 독산동, 시흥동, 가산동                                                         |
| 동면 (東面)     | 가리봉리 일부                                                                       | 서울 구로구   | 가리봉동                                                                       |
| 동면 (東面)     | 안양리(安養里)                                                                      | 안양시 만안구 | 석수동                                                                         |
| 서면 (西面)     | 일직리, 소하리, 철산리, 하안리, 광명리, 노온사리, 가학리                            | 광명시        | 일직동, 소하동, 철산동, 하안동, 광명동, 노온사동, 가학동                       |
| 서면 (西面)     | 박달리                                                                              | 안양시 만안구 | 박달동                                                                         |
| 서이면 (西二面) | 안양리(安養里)                                                                      | 안양시 만안구 | 안양동                                                                         |
| 서이면 (西二面) | 일동리, 이동리, 비산리, 호계리                                                      | 안양시 동안구 | 관양동, 평촌동, 비산동, 호계동                                                 |
| 과천면 (果川面) | 갈현리, 하리, 막계리, 주암리, 관문리 일부, 문원리 일부                              | 과천시        | 갈현동, 과천동, 막계동, 주암동, 관문동, 부림동, 문원동, 중앙동, 원문동, 별양동 |
| 남면 (南面)     | 산본리, 금정리, 당리, 당정리, 부곡리                                                | 군포시        | 산본동, 금정동, 당동, 당정동, 부곡동                                           |
| 수암면 (秀岩面) | 수암리, 장상리, 부곡리, 양상리, 성포리, 장하리, 월피리                              | 안산시 상록구 | 수암동, 장상동, 부곡동, 양상동, 성포동, 장하동, 월피동                         |
| 수암면 (秀岩面) | 와리, 고잔리, 화정리 일부                                                           | 안산시 단원구 | 와동, 고잔동, 화정동                                                           |
| 수암면 (秀岩面) | 능곡리, 조남리, 목감리, 물왕리, 산현리, 하상리, 광석리, 논곡리, 하중리, 화정리 일부 | 시흥시        | 능곡동, 조남동, 목감동, 물왕동, 산현동, 하상동, 광석동, 논곡동, 하중동, 화정동 |
| 군자면 (君子面) | 장현리, 장곡리, 월곶리, 정왕리 일부, 정왕리 일부, 죽율리, 군자리, 거모리            | 시흥시        | 장현동, 장곡동, 월곶동, 정왕동, 배곧동, 죽율동, 군자동, 거모동                 |
| 군자면 (君子面) | 선부리, 초지리, 원곡리, 신길리, 성곡리, 목내리, 원시리                              | 안산시 단원구 | 선부동, 초지동, 원곡동, 신길동, 성곡동, 목내동, 원시동                         |

### 상세 변천 사항
- 1914년 4월 1일 : 시흥군, 안산군(3개 면 제외), 과천군이 통합되어 시흥군으로 개편하였다.(9면)

| 개편 전                                               | 개편 후        |
| ----------------------------------------------------- | -------------- |
| 시흥군 군내면(郡內面), 동면                           | 동면(東面)     |
| 시흥군 서면, 남면(南面)                               | 서면(西面)     |
| 시흥군 상북면(上北面), 하북면(下北面)                 | 북면(北面)     |
| 과천군 하북면(下北面)                                 | 북면(北面)     |
| 과천군 상서면(上西面), 하서면(下西面)                 | 서이면(西二面) |
| 과천군 동면(주암리 제외), 상북면(上北面)              | 신동면(新東面) |
| 과천군 동면 주암리                                    | 과천면(果川面) |
| 과천군 군내면(郡內面)                                 | 과천면(果川面) |
| 과천군 남면                                           | 남면(南面)     |
| 안산군 군내면(郡內面), 인화면(仁化面), 초산면(草山面) | 수암면(秀岩面) |
| 안산군 대월면(大月面), 마유면(馬遊面), 와리면(瓦里面) | 군자면(君子面) |
- 1917년 : 북면에서 영등포리·당산리·양평리를 분리하여 영등포면을 설치하였다.[31](10면)
- 1931년 4월 1일 : 영등포면이 영등포읍으로 승격하였다.[32](1읍 9면)
- 1936년 4월 1일 : 영등포읍과 북면 일부, 동면 상도리가 경성부로 편입되었다. 북면의 잔여지역인 도림리 일부, 번대방리 일부 및 구로리를 동면에 편입하였다.[33](8면)

| 개편 전 | 개편 후                                                                  |
| --- | ------------------------------------------------------------------------ |
| 시흥군 북면 도림리 일부(상도천 우안, 현재의 도림동·문래동)·신길리·본동리(本洞里)·노량진리·흑석리·동작리·번대방리 일부(상도천 우안) | 경성부 영등포출장소 도림정·신길정·본동정·노량진정·흑석정·동작정·번대방정 |
| 시흥군 영등포읍 영등포리·당산리·양평리                                                                                             | 경성부 영등포출장소 영등포정·당산정·양평정                               |
| 시흥군 동면 상도리 | 경성부 영등포출장소 상도정                                               |
| 시흥군 북면 도림리·번대방리 각 일부(상도천 좌안), 구로리                                                                           | 동면 도림리·번대방리·구로리                                              |
- 1941년 : 서이면(西二面)이 안양면(安養面)으로 개칭되었다.
- 1947년 11월 29일 : 시흥군청을 영등포에서 안양면으로 이전하였다.[34]
- 1949년 8월 13일 : 동면 구로리, 도림리(현재의 대림동, 신도림동), 번대방리가 서울특별시 영등포구로 편입되었다.[35]
- 1949년 8월 14일 : 안양면이 안양읍으로 승격하였다.[36](1읍 7면)

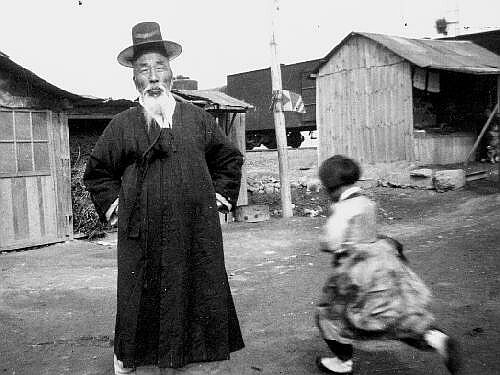
1953년 안양읍 거리 풍경

| 개편 전                            | 개편 후                                      |
| ---------------------------------- | -------------------------------------------- |
| 시흥군 동면 구로리·도림리·번대방리 | 서울특별시 영등포구 구로리·신도림리·번대방리 |
| 안양면                             | 안양읍                                       |
- 1963년 1월 1일 : 동면과 신동면이 서울특별시 영등포구로 편입되고, 동면 안양리(현재의 석수동)와 서면 박달리(현재의 박달동)가 안양읍에 편입되고, 화성군 일왕면의 일부가 의왕면(현 의왕시)으로 개칭하여 시흥군으로 편입되었다.[37][38](1읍 6면)

| 개편 전                                                                  | 개편 후 |
| ------------------------------------------------------------------------ | --- |
| 시흥군 동면 시흥리·독산리·가리봉리·신림리·봉천리                         | 서울특별시 영등포구 (관악출장소, 영등포구 시흥동 소재) 시흥동·독산동·가리봉동·신림동·봉천동                    |
| 시흥군 신동면 서초리·방배리·잠실리·반포리·양재리·우면리·신원리·사당리    | 서울특별시 영등포구 (신동출장소, 영등포구 양재동 소재) 서초동·방배동·잠원동·반포동·양재동·우면동·신원동·사당동 |
| 동면 안양리                                                              | 안양읍 신안양리                                                                                                |
| 서면 박달리                                                              | 안양읍 박달리                                                                                                  |
| 화성군 일왕면 고천리·왕곡리·이리·삼리·오전리·내손리·포일리·청계리·학의리 | 시흥군 의왕면 고천리·왕곡리·이리·삼리·오전리· 내손리·포일리·청계리·학의리                                      |
- 1963년 8월 28일 : 옛 시흥군 지역 중 1963년 1월 1일에 서울특별시로 편입된 지역이 서울특별시 도시계획구역에 편입되었다.[39]
- 1963년 9월 17일 : 시흥군 서면 중 광명리, 철산리, 하안리와 과천면 전역이 서울특별시 도시계획구역에 편입되었다.[40]
- 1973년 7월 1일 : 안양읍이 안양시로 승격하였고, 부천군 소래면이 시흥군으로 편입되었다.[41](7면)

| 개편 전 | 개편 후 |
| --- | --- |
| 시흥군 안양읍 안양리(安養里)·신안양리·박달리·비산리·일동리·이동리·호계리                                       | 안양시 안양동·석수동·박달동·비산동·관양동·평촌동·호계동                                                        |
| 부천군 소래면 대야리·은행리·신천리·미산리·방산리·포리·안현리·매화리·도창리·금이리·무지리·과림리·계수리· 옥길리 | 시흥군 소래면 대야리·은행리·신천리·미산리·방산리·포리·안현리·매화리·도창리·금이리·무지리·과림리·계수리· 옥길리 |
- 1979년 5월 1일 : 서면이 소하읍으로, 남면이 군포읍으로 각각 승격하였다.[42](2읍 5면)
- 1980년 12월 1일 : 의왕면이 의왕읍으로, 소래면이 소래읍으로 각각 승격하였다.[43](4읍 3면)
- 군청사 소재지를 안양시 안양동 477(안양시 만안구 안양6동 만안평생학습센터.만안구청.만안구보건소)에서 소래읍으로 신축 이전하였다.
- 1981년 7월 1일 : 소하읍이 광명시로 승격하였다.[44](3읍 3면)

| 개편 전                                                                          | 개편 후                                                                   |
| -------------------------------------------------------------------------------- | ------------------------------------------------------------------------- |
| 시흥군 소하읍 광명리(光明里)·철산리·하안리·소하리(所下里)·일직리·가학리·노온사리 | 광명시 광명동(光明洞)·철산동·하안동·소하동(所下洞)·일직동·가학동·노온사동 |
- 1983년 2월 15일 : 화성군 반월면 월암리와 초평리가 시흥군 의왕읍으로 편입되었고, 시흥군 소래읍 옥길2리·4리와 계수리 일부가 부천시로, 옥길1리·3리가 광명시로 편입되었다.[45]

| 개편 전                     | 개편 후                     |
| --------------------------- | --------------------------- |
| 화성군 반월면 월암리·초평리 | 시흥군 의왕읍 월암리·초평리 |
| 시흥군 소래읍 옥길1리·3리   | 광명시 옥길동               |
| 시흥군 소래읍 옥길2리·4리   | 부천시 옥길동               |
| 시흥군 소래읍 계수리 일부   | 부천시 계수동               |
- 1986년 1월 1일 : 과천면이 과천시로 승격하였고, 군자면과 수암면의 일부가 화성군 반월면의 일부와 합쳐져 안산시가 신설되었다.[46](3읍 2면)

| 개편 전                                                              | 개편 후                                                                     |
| -------------------------------------------------------------------- | --------------------------------------------------------------------------- |
| 시흥군 과천면 관문리, 주암리, 막계리, 갈현리, 부림리, 원문리, 문원리 | 과천시 관문동, 주암동, 막계동, 갈현동, 부림동, 원문동, 중앙동·별양동·문원동 |
| 시흥군 군자면 신길리·성곡리·목내리·원시리·초지리·원곡리·선부리       | 안산시 신길동·성곡동·목내동·원시동·초지동·원곡동·선부동                     |
| 시흥군 수암면 양상리·부곡리·월피리·성포리·고잔리·와리 및 화정리 일부 | 안산시 양상동·부곡동·월피동·성포동·고잔동·와동·화정동                       |
- 1989년 1월 1일 : 의왕읍 및 군포읍이 각각 의왕시와 군포시로 승격하였고, 시흥군의 나머지 지역(소래읍·수암면·군자면)을 관할로 시흥시가 설치되어 시흥군이 폐지되었다.[47]

| 개편 전 | 개편 후 |
| --- | --- |
| 시흥군 의왕읍 고천리·왕곡리·이리·삼리·월암리·초평리·오전리·내손리·포일리·청계리·학의리                               | 의왕시 고천동·왕곡동·이동·삼동·월암동·초평동·오전동·내손동·포일동·청계동·학의동                               |
| 시흥군 군포읍 당리, 당정리, 부곡리, 산본리, 금정리                                                                   | 군포시 당동, 당정동, 부곡동, 산본동, 금정동                                                                   |
| 시흥군 소래읍 대야리, 계수리, 신천리, 방산리, 포리, 미산리, 은행리, 안현리, 매화리, 도창리, 금이리, 과림리, 무지리   | 시흥시 대야동, 계수동, 신천동, 방산동, 포동, 미산동, 은행동, 안현동, 매화동, 도창동, 금이동, 과림동, 무지동   |
| 시흥군 수암면 목감리, 조남리, 논곡리, 물왕리, 산현리, 하중리, 하상리, 광석리, 능곡리, 화정리, 수암리, 장상리, 장하리 | 시흥시 목감동, 조남동, 논곡동, 물왕동, 산현동, 하중동, 하상동, 광석동, 능곡동, 화정동, 수암동, 장상동, 장하동 |
| 시흥군 군자면 장현리, 장곡리, 군자리, 거모리, 월곶리, 정왕리, 죽율리                                                 | 시흥시 장현동, 장곡동, 군자동, 거모동, 월곶동, 정왕동, 죽율동                                                 |

## 구한말 행정구역과의 비교
구한말 행정구역과 현재의 행정구역 비교
아래는 1914년 이후 시흥군에 속했던 지역들(1914년 부군면 통폐합 이후 소래면, 의왕면 등 시흥군에 새로 편입된 지역 포함)의 구한말 당시 행정구역과 현재의 행정구역을 비교한 도표이다.
| 구한말          | 구한말              | 구한말 | 현재                | 현재                                                                                                  |
| 군              | 면                  | 동리 | 시·구               | 동 |
| --------------- | ------------------- | --- | ------------------- | --- |
| 시흥군 (始興郡) | 상북면 (上北面)     | 구로리(九老里) | 서울특별시 구로구   | 구로동, 신도림동                                                                                      |
| 시흥군 (始興郡) | 상북면 (上北面)     | 당산리·선유(봉)리·양진리(堂山里·仙遊(峰)里·楊津里) 양평리·간포리(楊坪里·間浦里) 도야미리(道也味里) 원지목리(遠芝牧里) 사촌리(沙村里)                                                                                  | 서울특별시 영등포구 | 당산동 양평동 도림동 대림동 문래동                                                                    |
| 시흥군 (始興郡) | 하북면 (下北面)     | 신길리·상방하곶리(新吉里·上放下串里) 영등포리·하방하곶리·중종리(永登浦里·下放下串里·重宗里) 번대방리 일부(番大方里)                                                                                                   | 서울특별시 영등포구 | 신길동 일부 영등포동 신길6·7동                                                                        |
| 시흥군 (始興郡) | 하북면 (下北面)     | 번대방리 일부(番大方里) 우와피리(牛臥陂里) | 서울특별시 동작구   | 대방동 신대방동                                                                                       |
| 시흥군 (始興郡) | 동면 (東面)         | 상도리·성도화리 일부(上道里·成桃花里) 성도화리 일부(成桃花里) | 서울특별시 동작구   | 상도1동 상도동                                                                                        |
| 시흥군 (始興郡) | 동면 (東面)         | 신림리·난곡리·서원리(新林里·蘭谷里·書院里) 봉천리(奉天里) | 서울특별시 관악구   | 신림동 봉천동                                                                                         |
| 시흥군 (始興郡) | 동면 (東面)         | 가리봉리 일부(加里峰里) | 서울특별시 구로구   | 가리봉동                                                                                              |
| 시흥군 (始興郡) | 동면 (東面)         | 독산리·문교리(禿山里·文橋里) 가리봉리 일부(加里峰里) | 서울특별시 금천구   | 독산동 가산동                                                                                         |
| 시흥군 (始興郡) | 군내면 (郡內面)     | 읍내리·박산리(邑內里·博山里) | 서울특별시 금천구   | 시흥동                                                                                                |
| 시흥군 (始興郡) | 군내면 (郡內面)     | 안양리(安陽里) | 안양시 만안구       | 석수동                                                                                                |
| 시흥군 (始興郡) | 서면 (西面)         | 박달리(博達里) | 안양시 만안구       | 박달동                                                                                                |
| 시흥군 (始興郡) | 서면 (西面)         | 일직리·자경리(一直里·自警里) 소하리·가리대리(所下里·加里大里) 사성리·철산리(巳省里·鐵山里) 하평리·안현리·율일리(下坪里·安峴里·栗日里)                                                                                 | 광명시              | 일직동 소하동 철산동 하안동                                                                           |
| 시흥군 (始興郡) | 남면 (南面)         | 광명리·광화대리(光明里·廣火大里) 노온사리·아방리(老溫寺里·阿方里) 가학리·유등리·노온곡리·장기리(駕鶴里·柳等里·老溫谷里·場基里)                                                                                        | 광명시              | 광명동 노온사동 가학동                                                                                |
| 과천군 (果川郡) | 군내면 (郡內面)     | 관문동(官門洞) 문원동(文原洞) 교동·내점동·외점동(校洞·內店洞·外店洞) 하리동(下里洞) 막계동(幕溪洞) 갈현동·가일동(葛峴洞·加日洞)                                                                                       | 과천시              | 관문동, 부림동 일부 문원동, 별양동, 원문동, 중앙동 일부 중앙동 일부 과천동 막계동, 부림동 일부 갈현동 |
| 과천군 (果川郡) | 동면 (東面)         | 주암리(注岩里) | 과천시              | 주암동                                                                                                |
| 과천군 (果川郡) | 동면 (東面)         | 서초리·명달리(瑞草里·明達里) 신원동(新院洞) 양재동(良才洞) 원기동(院基洞) 우면리(牛眠里) | 서울특별시 서초구   | 서초동 신원동 양재동 원지동 우면동                                                                    |
| 과천군 (果川郡) | 상북면 (上北面)     | 방배동(方背洞) 상반포리·하반포리·사평리(上盤浦里·下盤浦里·砂平里) 잠실리(蠶室里) | 서울특별시 서초구   | 방배동 반포동 잠원동                                                                                  |
| 과천군 (果川郡) | 상북면 (上北面)     | 동작리·포촌리(銅雀里·浦村里) 사당리(舍堂里) | 서울특별시 동작구   | 동작동 사당동                                                                                         |
| 과천군 (果川郡) | 하북면 (下北面)     | 고사리·신분촌·옹막동·옹점리(高寺里·新分村·甕幕洞·甕店里) 본동·상가차산리·하가차산리(本洞·上加次山里·下加次山里) 흑석리(黑石里)                                                                                        | 서울특별시 동작구   | 노량진동 본동 흑석동                                                                                  |
| 과천군 (果川郡) | 상서면 (上西面)     | 일동(一洞) 이동(二洞) 내비산리·외비산리(內飛山里·外飛山里) | 안양시 동안구       | 관양동 평촌동 비산동                                                                                  |
| 과천군 (果川郡) | 하서면 (下西面)     | 호계동·도양리(虎溪洞·道陽里) | 안양시 동안구       | 호계동                                                                                                |
| 과천군 (果川郡) | 하서면 (下西面)     | 안양리·발사리·석수동·장내리·후두미리(安養里·撥舍里·石手洞·墻內里·後頭尾里) | 안양시 만안구       | 안양동                                                                                                |
| 과천군 (果川郡) | 남면 (南面)         | 산본리(山本里) 금정리·괴곡리(衿井里·槐谷里) 당리·용호리(堂里·龍虎里) 당정리·봉성리(堂井里·鳳城里) 부곡리·장간리(富谷里·章干里)                                                                                        | 군포시              | 산본동 금정동 당동 당정동 부곡동                                                                      |
| 안산군 (安山郡) | 군내면 (郡內面)     | 수암리·서정리(秀岩里·西亭里) 장상리·동곡리(章上里·東谷里) 부곡리·신리(釜谷里·新里) 양상리·양하리(楊上里·楊下里) 성포리·점성리(聲浦里·占星里) 장하리(章下里)                                                           | 안산시 상록구       | 수암동 장상동 부곡동 양상동 성포동 장하동                                                             |
| 안산군 (安山郡) | 인화면 (仁化面)     | 월입피리(月入陂里) | 안산시 상록구       | 월피동                                                                                                |
| 안산군 (安山郡) | 인화면 (仁化面)     | 고잔리(高棧里) 와상리·와하리(瓦上里·瓦下里) 화정리 일부·광곡리(花井里·廣谷里) | 안산시 단원구       | 고잔동 와동 화정동                                                                                    |
| 안산군 (安山郡) | 인화면 (仁化面)     | 화정리 일부(花井里) | 시흥시              | 화정동                                                                                                |
| 안산군 (安山郡) | 인화면 (仁化面)     | 능곡리, 북곡리(陵谷里·北谷里) | 시흥시              | 능곡동                                                                                                |
| 안산군 (安山郡) | 초산면 (草山面)     | 조남리·제청리(鳥南里·祭廳里) 목감리·율포리(木甘里·栗浦里) 물왕리·상직리(物旺里·上職里) 산현리·궤곡리(山峴里·潰谷里) 하상리·중직리(下上里·中職里) 광석리·하하리(廣石里·下下里) 논곡리(論谷里) 하중리(下中里)           | 시흥시              | 조남동 목감동 물왕동 산현동 하상동 광석동 논곡동 하중동                                               |
| 안산군 (安山郡) | 와리면 (瓦里面)     | 원당포동·초지동(元堂浦洞·草芝洞) 원상리·모곡리(元上里·茅谷里) 선곡리·신각동·성내리·적길리(船谷里·新角洞·城內里·赤吉里) 성두리·무곡동(城頭里·茂谷洞) 이목동·능산리(梨目洞·陵山里) 원하리·시우동(元下里·時雨洞)         | 안산시 단원구       | 초지동 원곡동 신길동 성곡동 목내동 원시동                                                             |
| 안산군 (安山郡) | 대월면 (大月面)     | 선부동·달산리(仙府洞·達山里) | 안산시 단원구       | 선부동                                                                                                |
| 안산군 (安山郡) | 대월면 (大月面)     | 거모포동·석곡동(去毛浦洞·石谷洞) | 시흥시              | 거모동                                                                                                |
| 안산군 (安山郡) | 마유면 (馬遊面)     | 장상리·조현리(章上里·鳥峴里) 장하리·조촌리·응곡리(章下里·鳥村里·鷹谷里) 월동리·월서리(月東里·月西里) 정왕리 일부·오이리(正往里 ·烏耳里) 정왕리 일부 죽율리(竹栗里) 구정리·산북리(九井里·山北里)                       | 시흥시              | 장현동 장곡동 월곶동 정왕동 배곧동 죽율동 군자동                                                      |
| 광주군 (廣州郡) | 의곡면 (儀谷面)     | 손동·의일내동·갈산동(蓀洞·義逸內洞·葛山洞) 포일동·포이동(浦一洞·浦二洞) 상청계동·하청계동(上淸溪洞·下淸溪洞) 학현동·의일외동(鶴峴洞·義逸外洞)                                                                         | 의왕시              | 내손동 포일동 청계동 학의동                                                                           |
| 광주군 (廣州郡) | 왕륜면 (旺倫面)     | 고고리·고정동·평사촌·내곡동(古古里·古井洞·坪沙川·內谷洞) 곡사동·통산동(谷沙洞·通山洞) 창촌·징계리·신촌·교동·동동·묘동·궁촌·신기촌(倉村·澄溪里·新村·校洞·桐洞·墓洞·宮村·新基村) 상장의·하장의·괴동(上莊義·下莊義·槐洞) | 의왕시              | 고천동 왕곡동 이동 삼동                                                                               |
| 인천부 (仁川府) | 신현면 (新峴面)     | 일리(一里) 이리·창동·고기동(二里·倉洞·古基洞) 삼리(三里) 국동·포동(局洞·浦洞) 방곡리·산정리·죽원(芳谷里·山井里·竹院) 신촌리·사천리(新村里·蛇川里)                                                                     | 시흥시              | 대야동 미산동 은행동 포동 방산동 신천동                                                               |
| 인천부 (仁川府) | 전반면 (田反面)     | 일리·이리 일부(一里·二里) 일부 이리 일부(二里) 삼리(三里) 사리·오리검의리·육리(四里·五里儉義里·六里) | 시흥시              | 안현동 매화동 도창동 금이동                                                                           |
| 인천부 (仁川府) | 황등천면 (黃等川面) | 일리, 이리, 삼리 일부(一里·二里·三里) 오리·육리·칠리 일부(五里·六里·七里) 칠리 일부(七里) | 시흥시              | 과림동 계수동 무지내동                                                                                |
| 인천부 (仁川府) | 황등천면 (黃等川面) | 삼리 일부·사리 일부(三里·四里)(두길리) | 광명시              | 옥길동                                                                                                |
| 인천부 (仁川府) | 황등천면 (黃等川面) | 삼리 일부·사리 일부(三里·四里)(옥련리) | 부천시              | 옥길동, 계수동                                                                                        |

※ 1 : 구한말의 광주군과 인천부 지역은 1914년부터 1989년까지의 기간 동안 시흥군에 속한 적 있는 지역만 추려서 위 도표에 정리하였음. 나머지 광주군 지역은 현재 서울특별시 강동권(강남구·송파구·강동구), 경기도 광주시·성남시·하남시이며, 나머지 인천부 지역은 현재 인천광역시 남부임.
※ 2 : 구한말의 안산군 지역 중에서 1914년 부군면 통폐합 당시에 수원군(이후 화성군) 반월면으로 이관된 지역은 위 도표에서 제외하였음. 해당 지역은 시흥군에 속한 적이 없으며, 후일에 안산시 및 군포시에 편입됨.

## 인구
시흥군의 연도별 인구(내국인) 추이
| 연도   | 총인구    |  |
| ------ | --------- |  |
| 1966년 | 128,254명 |  |
| 1970년 | 186,328명 |  |
| 1975년 | 206,801명 |  |
| 1980년 | 288,861명 |  |
| 1985년 | 163,671명 |  |

## 교통
1899년, 과천군 하북면 노량진리에 지어진 노량진역에서 제물포역을 잇는 경인선이 개통되었다. 이때 노량진역 이외에도 영등포역이 영업을 개시하였다. 1901년 8월 21일, 영등포역에서 경부선 착공식이 거행되었고 1905년 개통되었는데, 경부선은 시흥군의 시흥역, 안양역, 군포역을 거쳐 수원역으로 노선이 이어졌다. 경부선이 부설되고 1911년에 시흥군청이 영등포리로 이전하면서 한촌(閑村)이었던 영등포리가 교통, 상업의 중심지로 급속도로 발전하기 시작하였다. 그 밖에 시흥군을 거치던 노선으로는 수인선이 있었다. 1977년에는 수인산업도로가 개통되어 시흥군의 주요도로로써 인근 도시들을 연결하는 중심역할을 했다.

## 산업
취락의 형성이 극히 미미했던 영등포 지역이 번잡해지기 시작한 것은 1910년대부터였다. 조선 피혁 주식회사, 경성 방직 회사 등이 이 지역에 설립되면서 곧이어 많은 공장들이 가동했다. 당시 영등포 지역에 공장이 집중적으로 설립된 것은 본래 이 지역이 한강과 안양천으로 둘러싸인 범람원으로서 염가로 토지를 매입할 수 있었고, 경인선과 경부선이 개통되면서 철도교통이 편리했기 때문이다.

## 같이 보기
- 서울특별시 - 관악구, 구로구, 금천구, 동작구, 서초구, 영등포구
- 경기도 - 과천시, 광명시, 군포시, 시흥시, 안산시, 안양시, 의왕시